# 1ドル紙幣 (アメリカ合衆国)
1ドル紙幣（英語: One Dollar Bill）は、アメリカ合衆国で流通している紙幣の1種である。アメリカ合衆国ドルの流通紙幣の中で最も額面が小さい。表面にはジョージ・ワシントンの肖像画（ギルバート・ステュアート画）、裏面にはアメリカ合衆国の国章の表面と裏面、装飾された「ONE」の文字がデザインされている。この図柄は連邦準備券として発行が開始された1963年以降一度も変更されておらず、アメリカ及び世界の現用紙幣の中で最も古いデザインを持った紙幣である。
1ドル紙幣は木綿75%、リネン25%で構成された特殊な紙に印刷されている。これにより偽札の製造を難しくでき、なおかつ紙幣の耐久性を向上させている。また、デンプンを含まない為偽札検出ペンでの真贋判別が可能となっている。2018年のデータでは1ドル紙幣の平均寿命は約6.6年である。2023年末時点での1ドル紙幣の流通量は145億枚であり、100ドル紙幣（189億枚）、50ユーロ紙幣（150億枚）に次いで世界で3番目に多く流通している紙幣となっている。

## 歴史
アメリカは1913年の連邦準備制度成立まで恒久的な中央銀行が存在しておらず、それまでは個々の銀行や団体によって多種多様なドル紙幣が発行されてきた。この項ではドル紙幣の様式が体系化された1862年以降の1ドル紙幣について解説する。

### 1862年から1928年
初めて体系化された様式を持つ紙幣が誕生したのは1862年にアメリカ合衆国財務省から発行された（いわゆる政府紙幣）、サーモン・チェイスの肖像が描かれた1ドル合衆国紙幣である。1869年にはジョージ・ワシントンの肖像が描かれた初の紙幣が発行され、幾つかの改訂を経て1923年まで流通した。
1886年にマーサ・ワシントンが描かれた1ドルの銀貨証券が登場し、現在に至るまでアメリカ合衆国ドルの紙幣に女性著名人の肖像が採用された珍しい例となっている。1896年には表面に歴史を擬人化したアレゴリーを表面に、ワシントン夫妻を裏面に描いた「教育シリーズ1ドル紙幣」への改刷が行われた。この紙幣はわずか3年のみの発行であったにもかかわらず、アメリカで発行された紙幣の中でも非常に美しいデザインであることから有名な存在となっている。
1899年に1ドル銀貨証券は再度改刷され、ハクトウワシを中心部に、エイブラハム・リンカーンとユリシーズ・グラントの肖像を中央下左右に小さく描いた「ブラック・イーグル」と呼ばれる紙幣が発行された。
1918年、連邦準備制度の銀行手形として表面の左にワシントン、裏面に星条旗を持つハクトウワシが描かれた1ドルの連邦準備銀行券が発行され、1923年には合衆国紙幣と銀貨証券が同時に改刷された。後者2種の改刷では中央のワシントンの肖像と四方に描かれた「1」「ONE」の文字と紋様による装飾、中央左に財務省の紋章、右に額面数字があるなど、様式が大幅に現代化されている。

#### ギャラリー

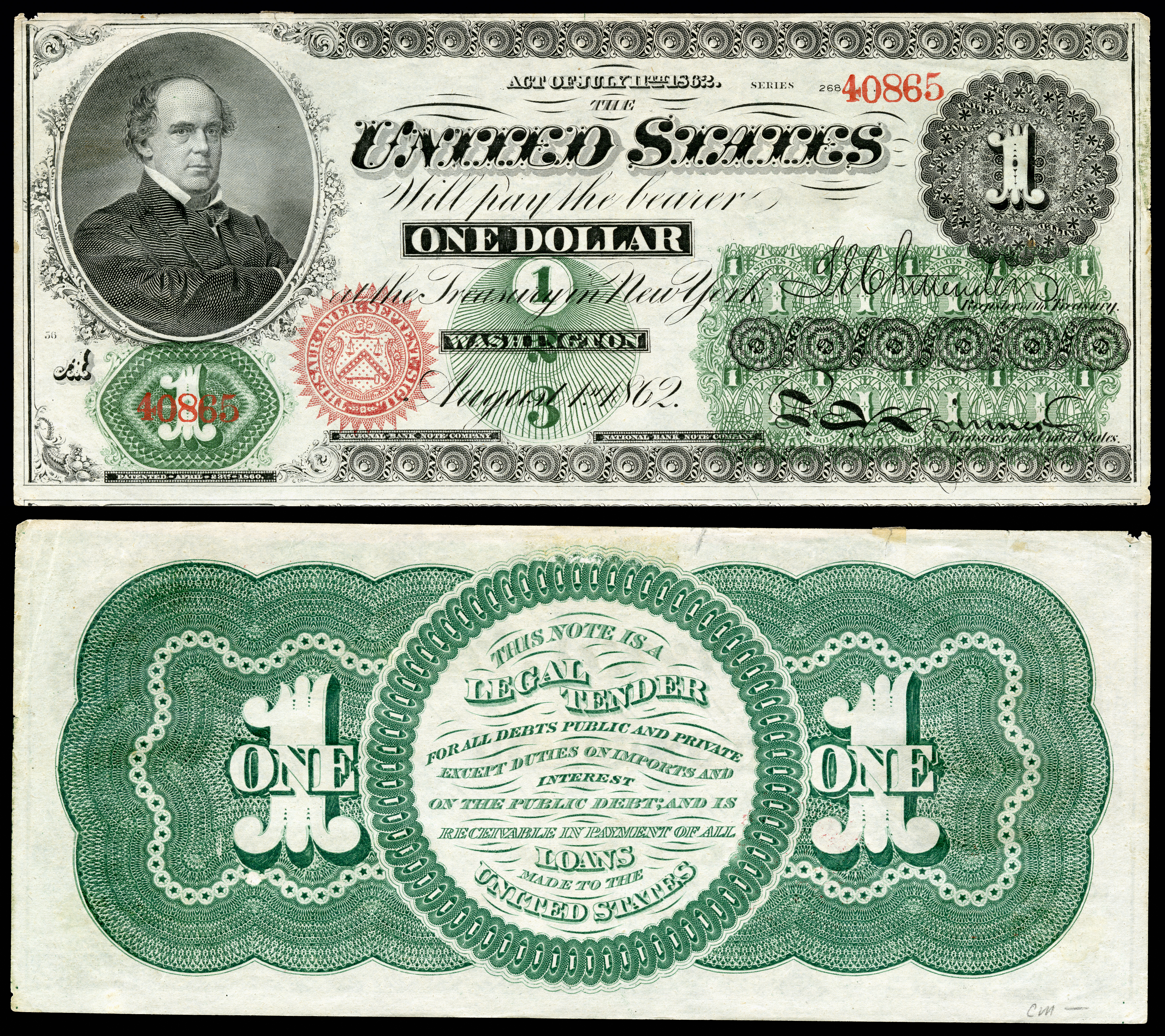
1862年の1ドル紙幣
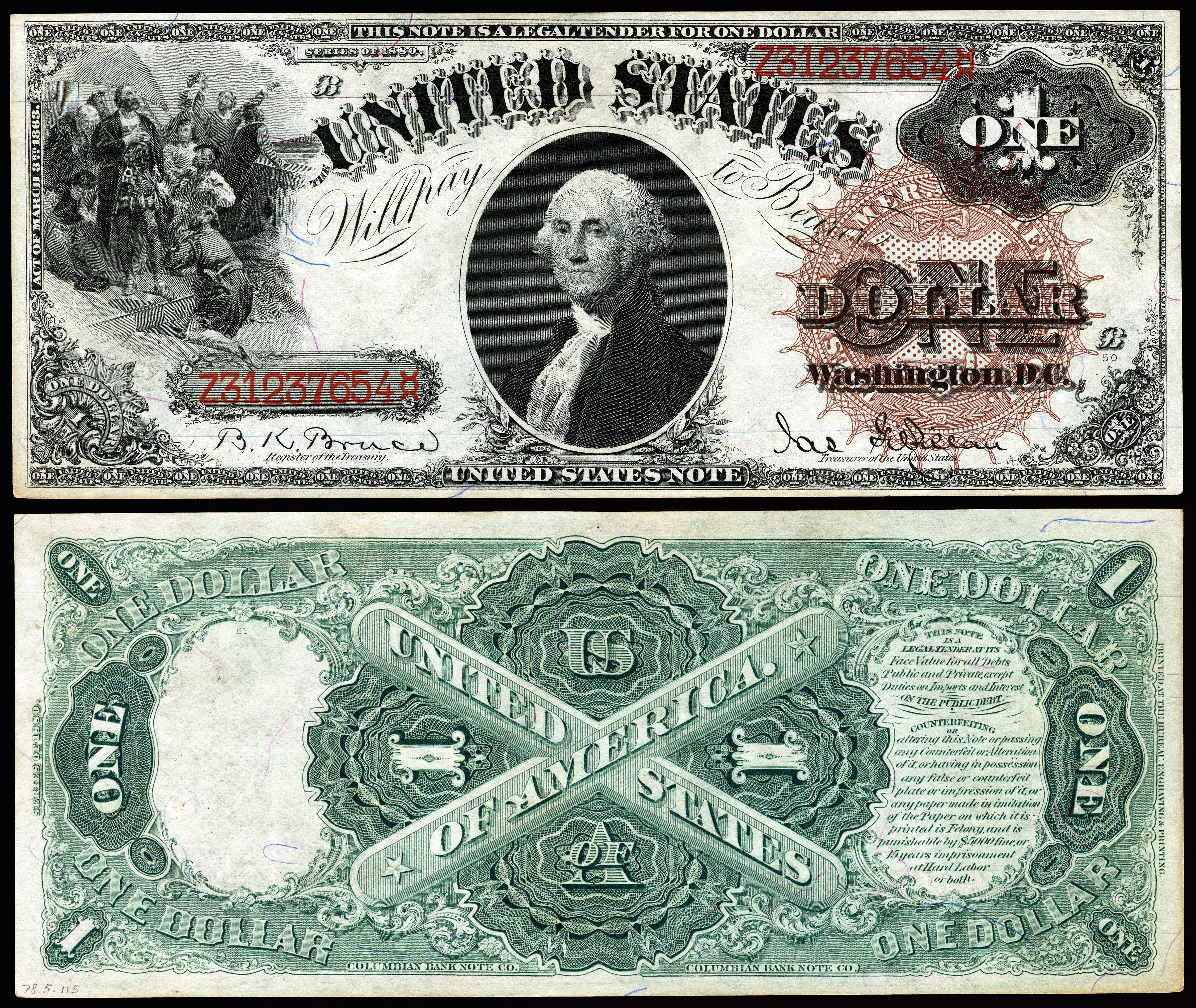
1869年（1880年改訂時）の1ドル紙幣
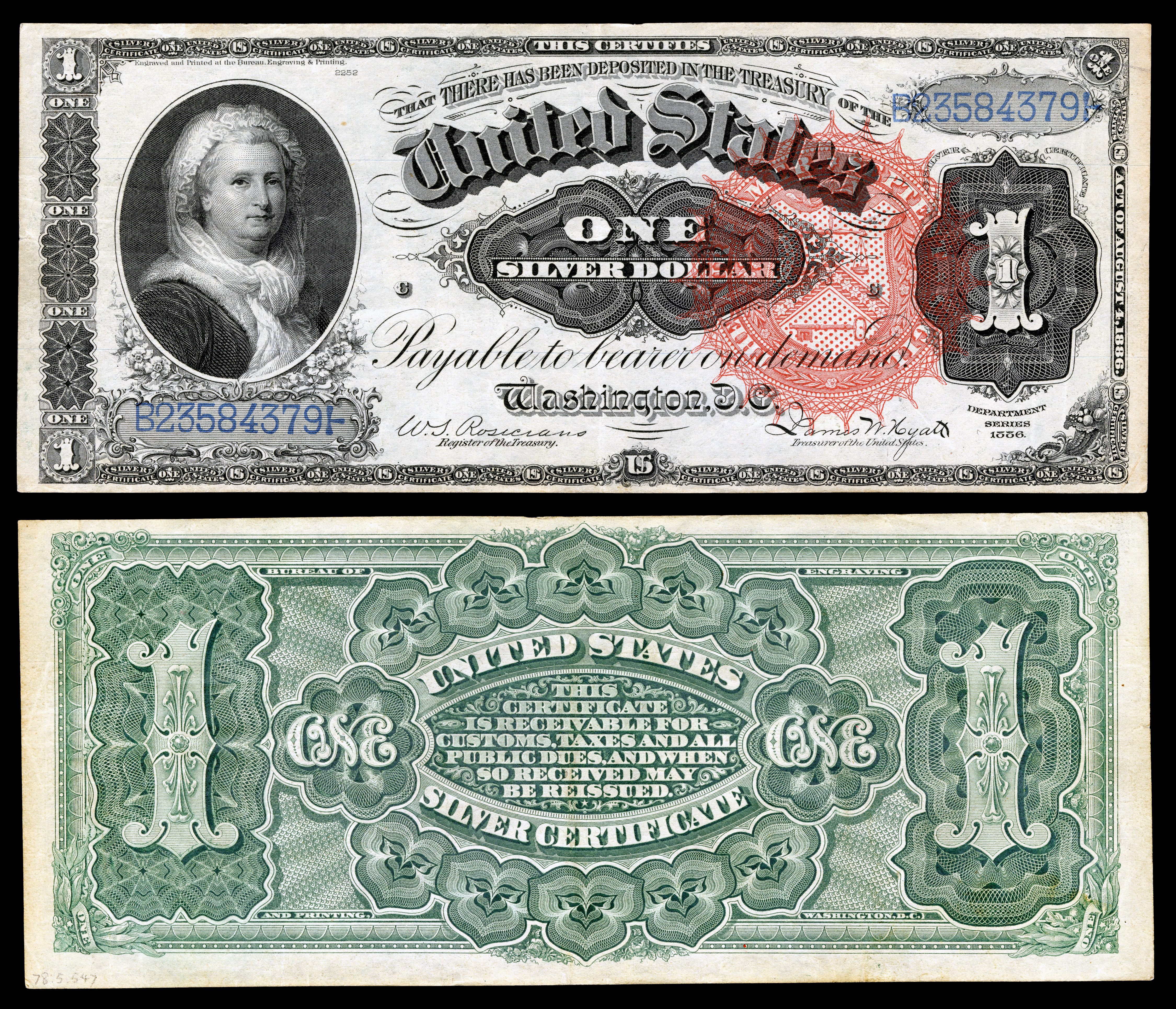
1886年の1ドル銀貨証券
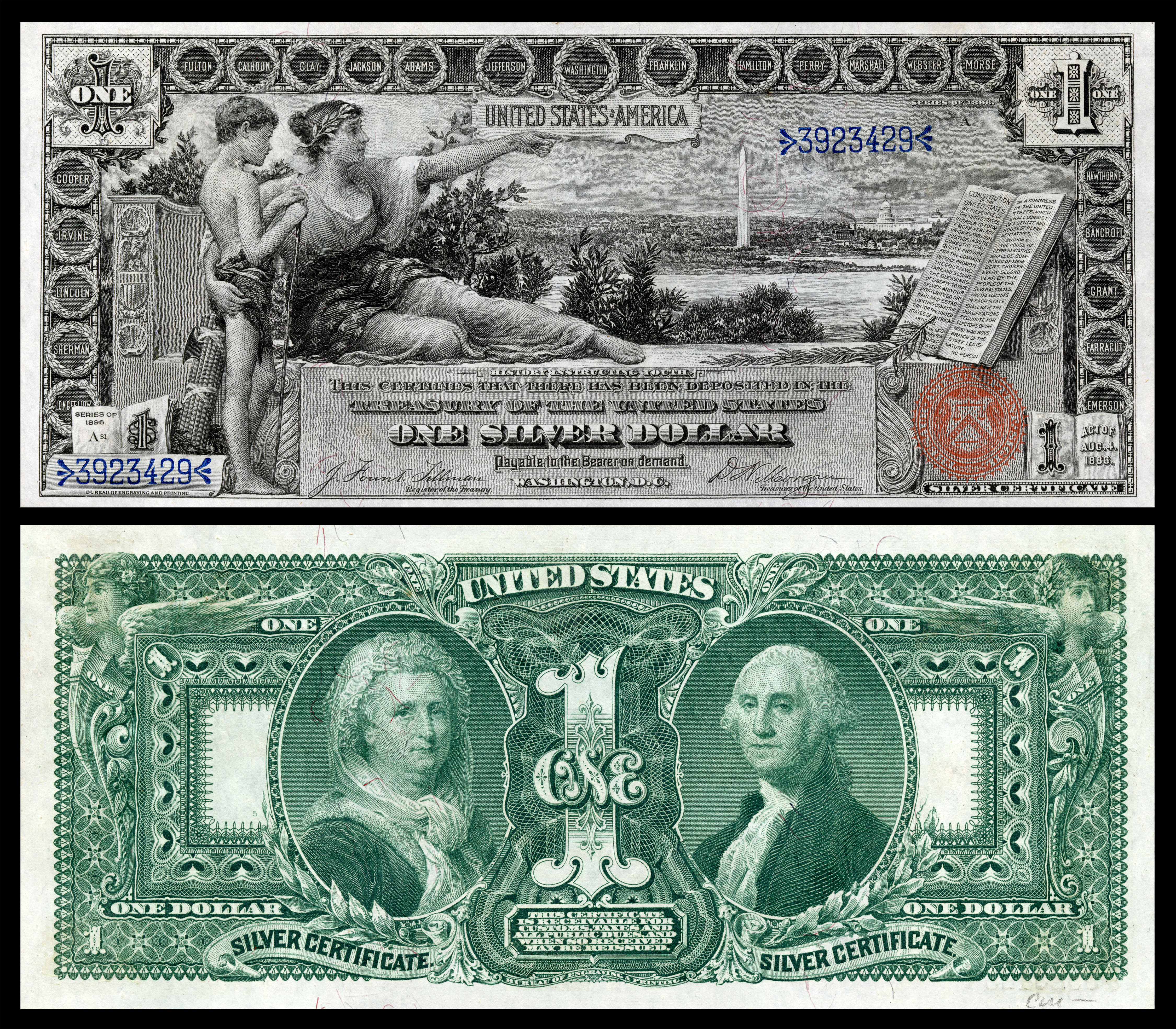
1896年の「教育シリーズ」
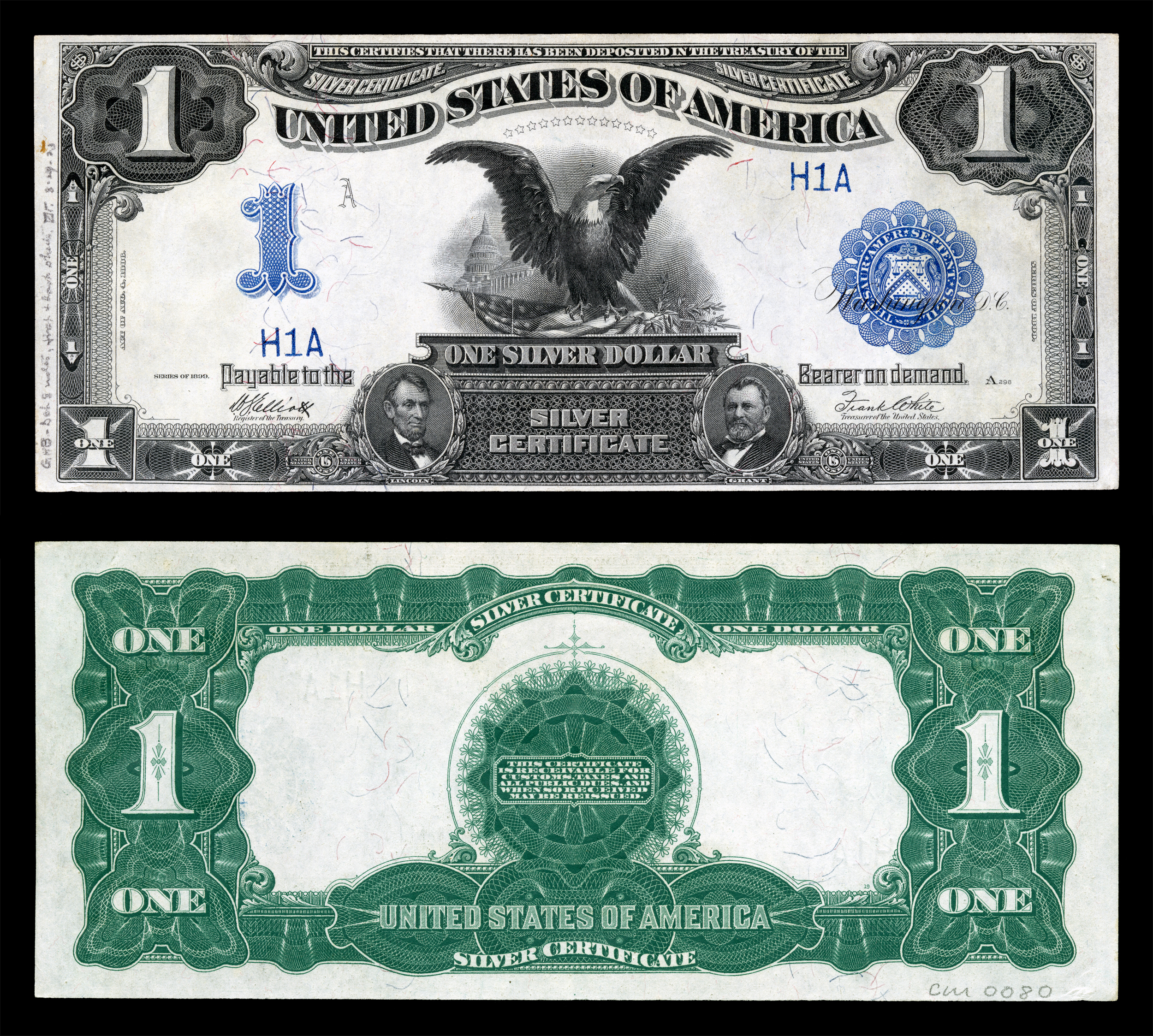
1899年の「ブラック・イーグル」
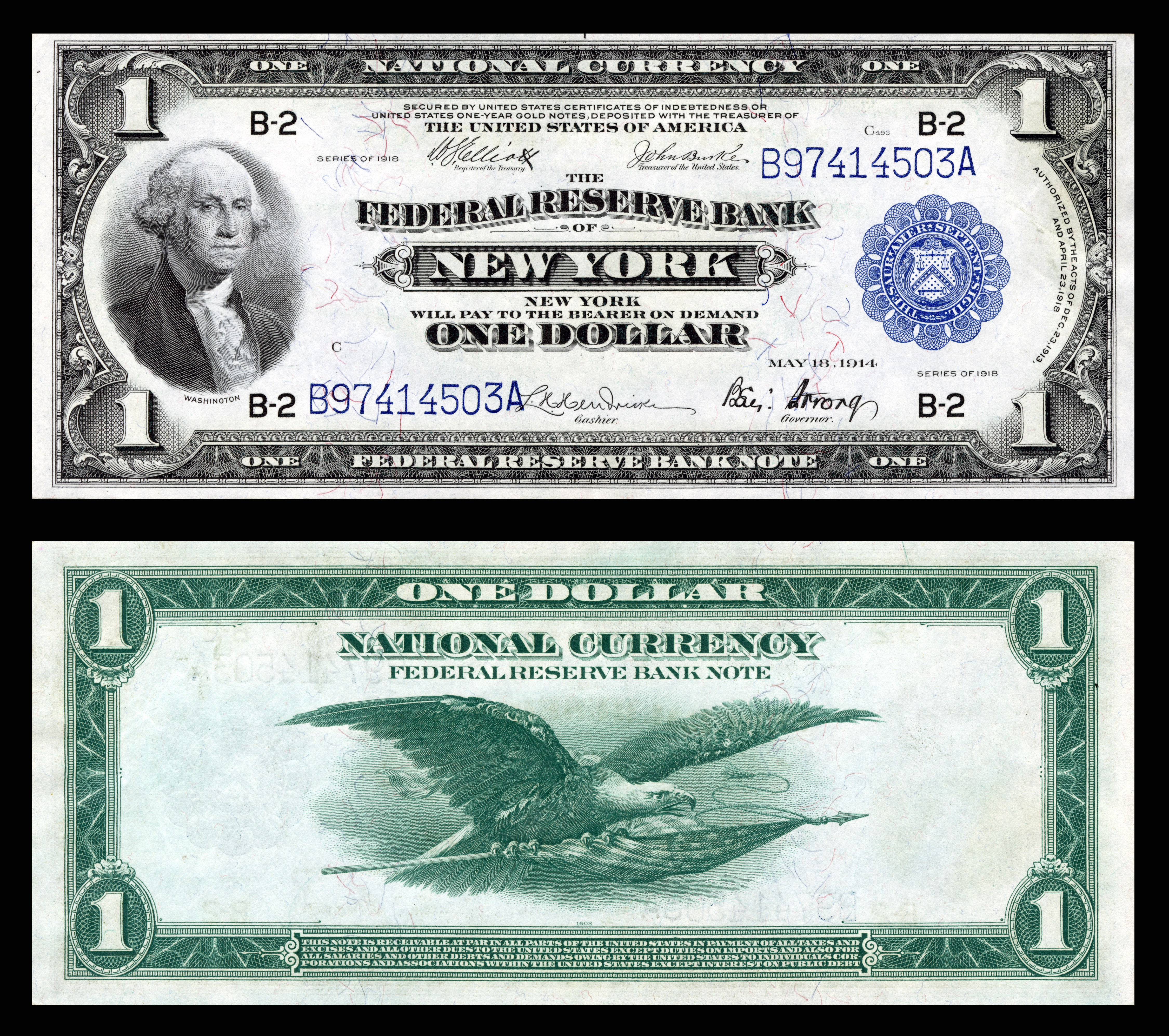
1918年の1ドル連邦準備銀行券
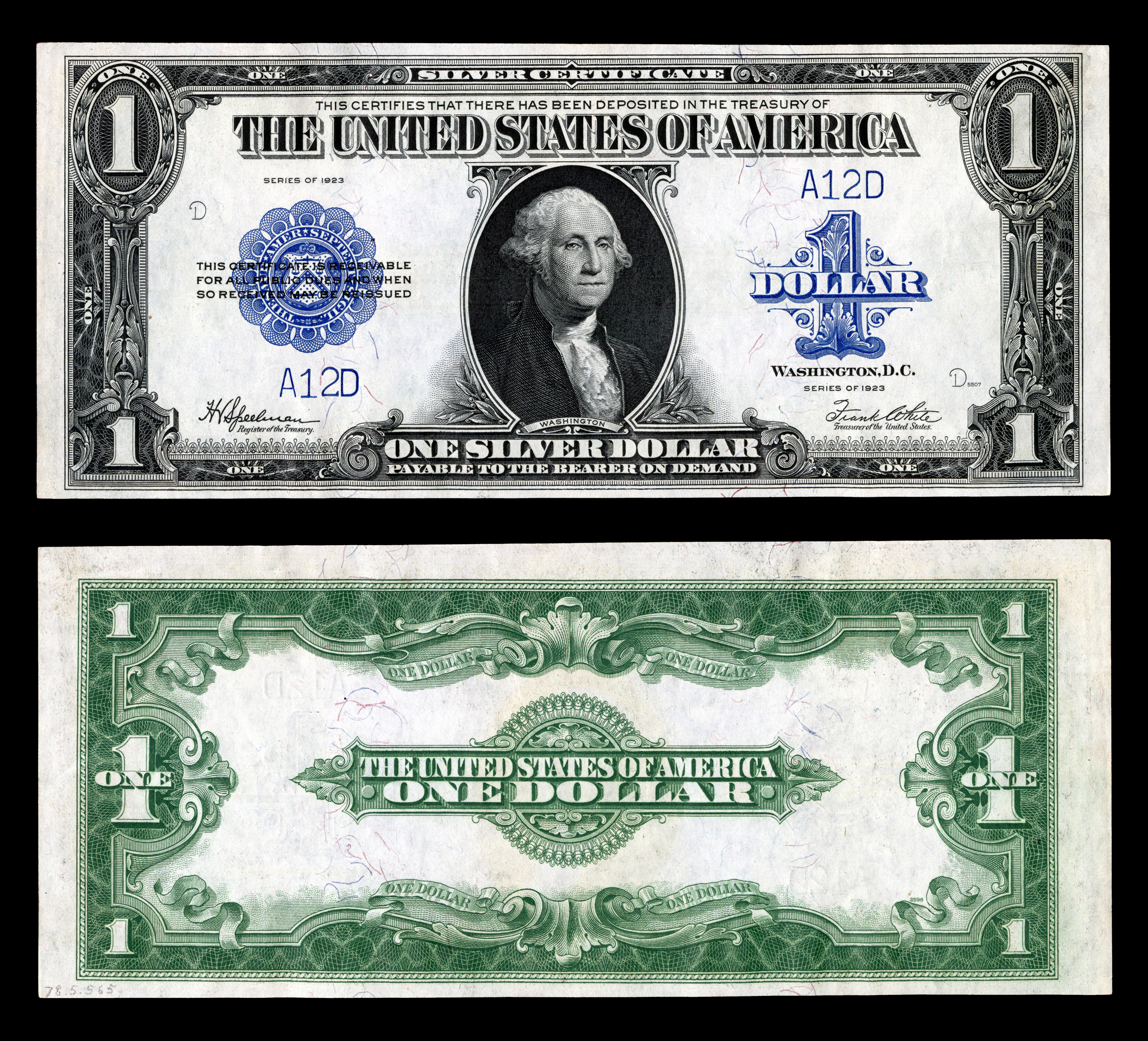
1923年の1ドル銀貨証券

### 1928年から現在

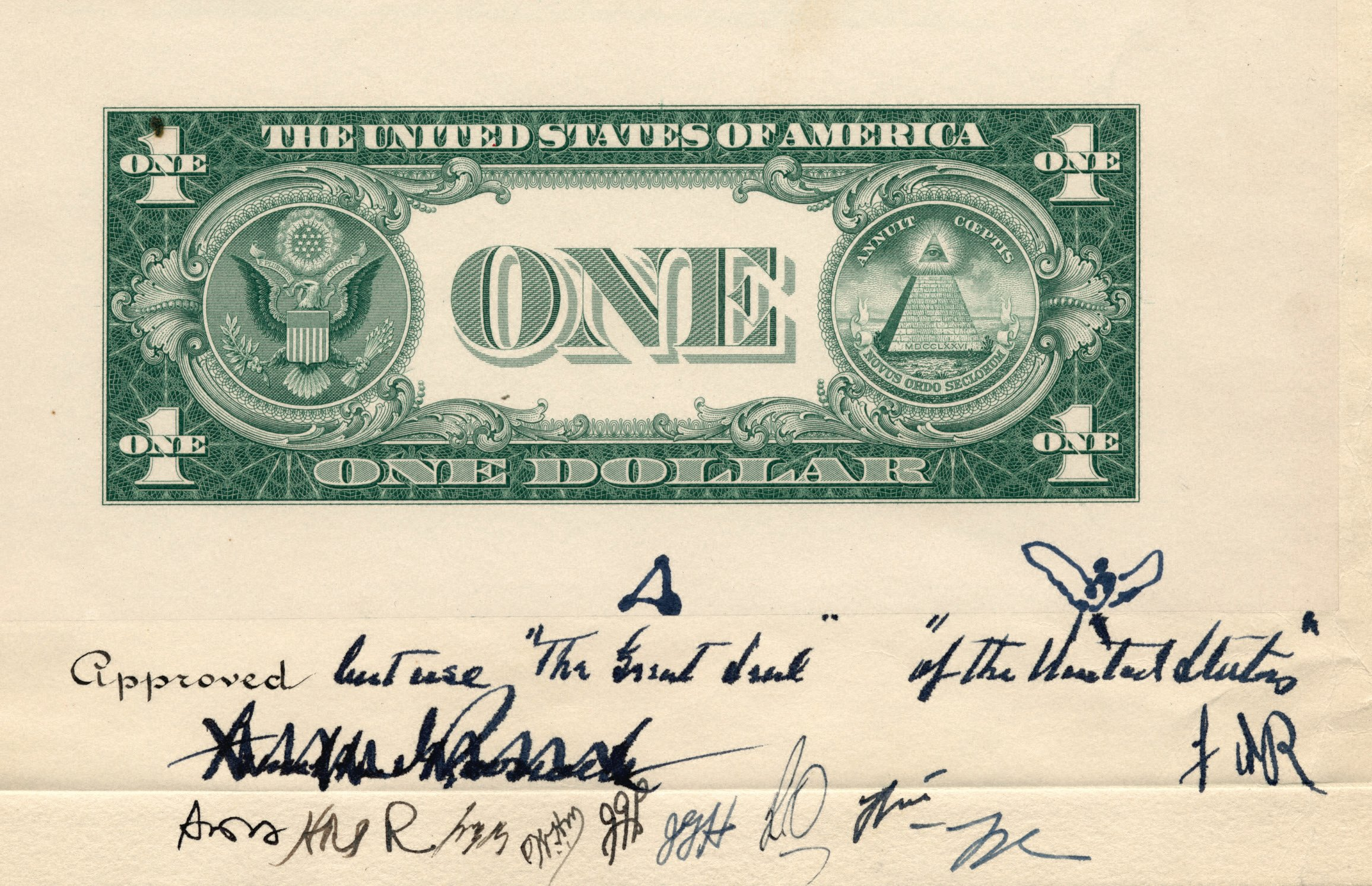
1935年の1ドル紙幣の裏面のデザイン確定時の原板。当初は左に国璽の表面、右に裏面が描かれる予定であった。

1928年に紙幣のサイズが小型化され、現在と同じ横156mm、縦66.3mmに統一された。
同年にサイズ変更後初の1ドル銀貨証券であるシリーズ1928が発行された。この紙幣の裏面には巨大な「ONE」の文字が独特のフォントで書かれており、「ファニーバック」と呼ばれた。1934年に表面の財務省の紋章の印刷位置が、翌年には裏面の様式がそれぞれ変更され、中央に装飾された「ONE」の文字、その両端にアメリカ合衆国の国璽（左に裏面、右に表面）が書かれたデザインとなった。このデザインは現在の1ドル紙幣まで受け継がれている。銀貨証券は同年の銀購入法の施行により大幅に増刷され広く流通した。
1942年、日本軍による真珠湾攻撃を受け、表面の紋章や記番号のインク色を褐色に変更し、表面両端と裏面に「HAWAII」の加刷を施したハワイ緊急加刷紙幣を発行した。この紙幣の目的は、大日本帝国がハワイ全土を占領した際にハワイの紙幣を本国の紙幣と区別させることで価値を消滅させ、ハワイに存在するアメリカ合衆国ドルが価値のある状態で大日本帝国に接収されるのを防ぐことであった。この紙幣は第二次世界大戦で連合国軍が有利になった1944年11月まで流通した。
1957年10月1日、アメリカの紙幣としては初めて「IN GOD WE TRUST」の標語が裏面の「ONE」の上に表記されたシリーズ1935Hが発行された。1ドル紙幣はこの頃から凹版印刷を採用した新たな印刷機での製造を開始した。銀貨証券はその後1963年に製造を終了し、翌年に銀貨との交換を、1968年には同量の銀地金との交換を終了した。
1963年後半頃より銀貨証券に代わって連邦準備券としての1ドル紙幣が発行された。このシリーズ1963より表面の四隅の装飾が大幅に変更され、財務省の紋章（1969年に細部変更）と記番号のインク色が緑色になっている他、木綿とリネンのみで構成された特殊な紙に変更された。このデザインはその後60年以上にわたって1度も変更されることなく使用され続け、現在に至っている。
1992年から1996年にかけて、印刷速度の速い輪転印刷を用いたより効率的な凹版印刷の実験が1ドルの額面で行われ、その手法で印刷・発行された1ドル紙幣は「ウェブ・ノート」と呼ばれている。発行されたウェブ・ノートは通常の1ドル紙幣と全く同じ品質であり、原版番号の表記や位置が僅かに異なっていることでようやく見分けがつく。なお、輪転凹版印刷は印刷機の故障や印刷不良が相次いだことからドル紙幣の印刷には向かないと判断され、実験も1996年7月に終了し、現在も枚葉印刷での製造が継続されている。

#### ギャラリー

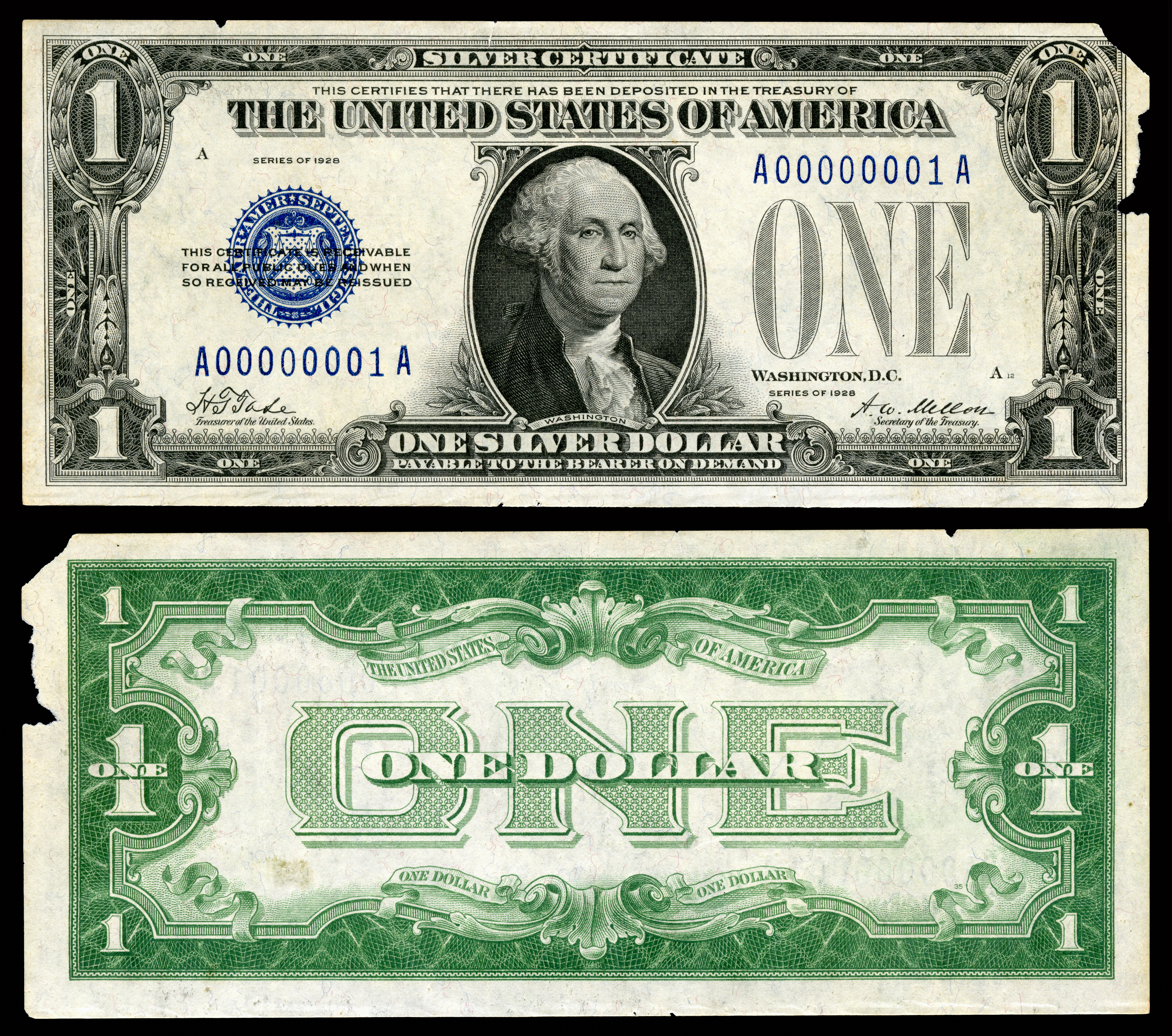
1928年の「ファニーバック」
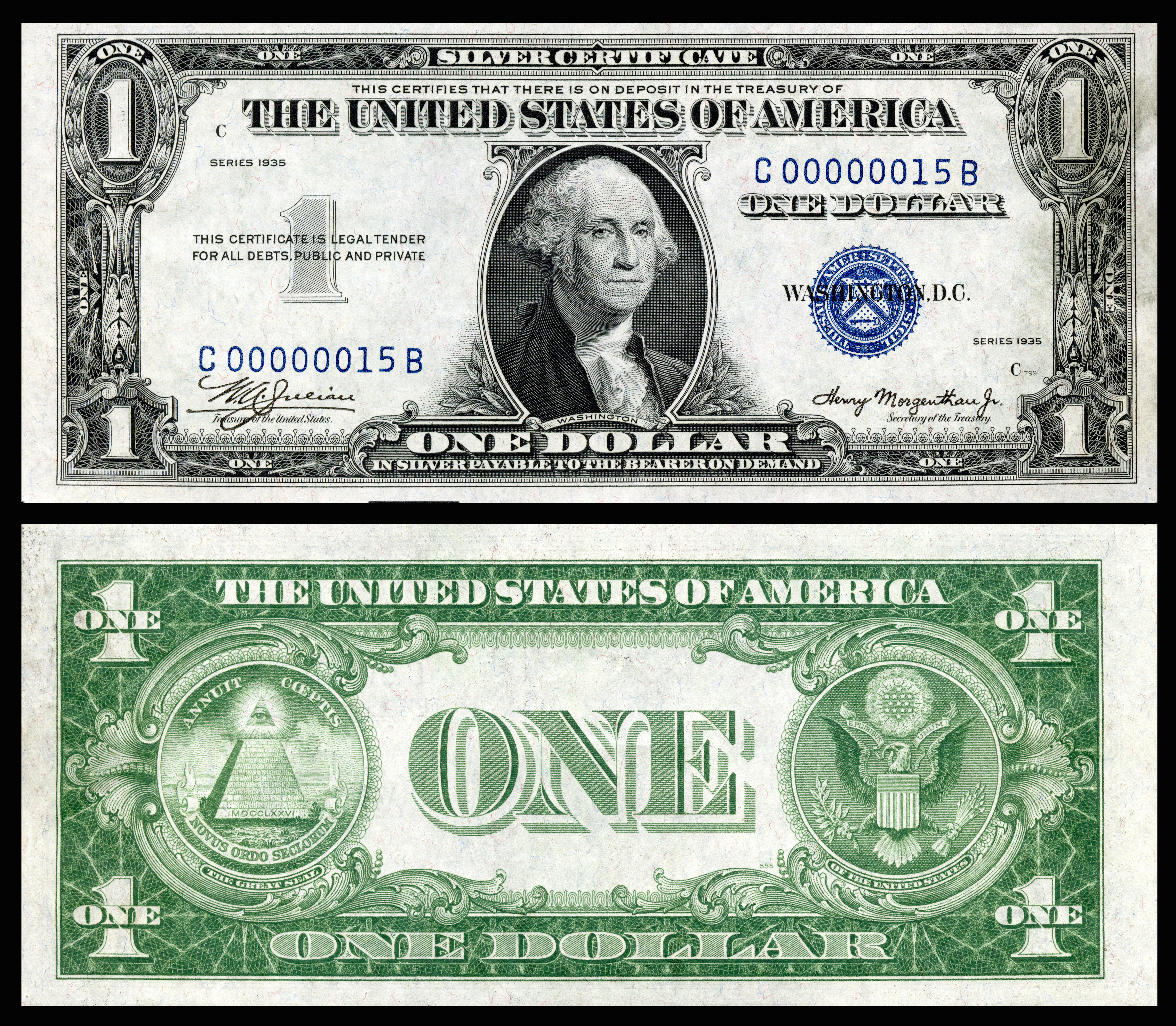
1935年の1ドル銀貨証券
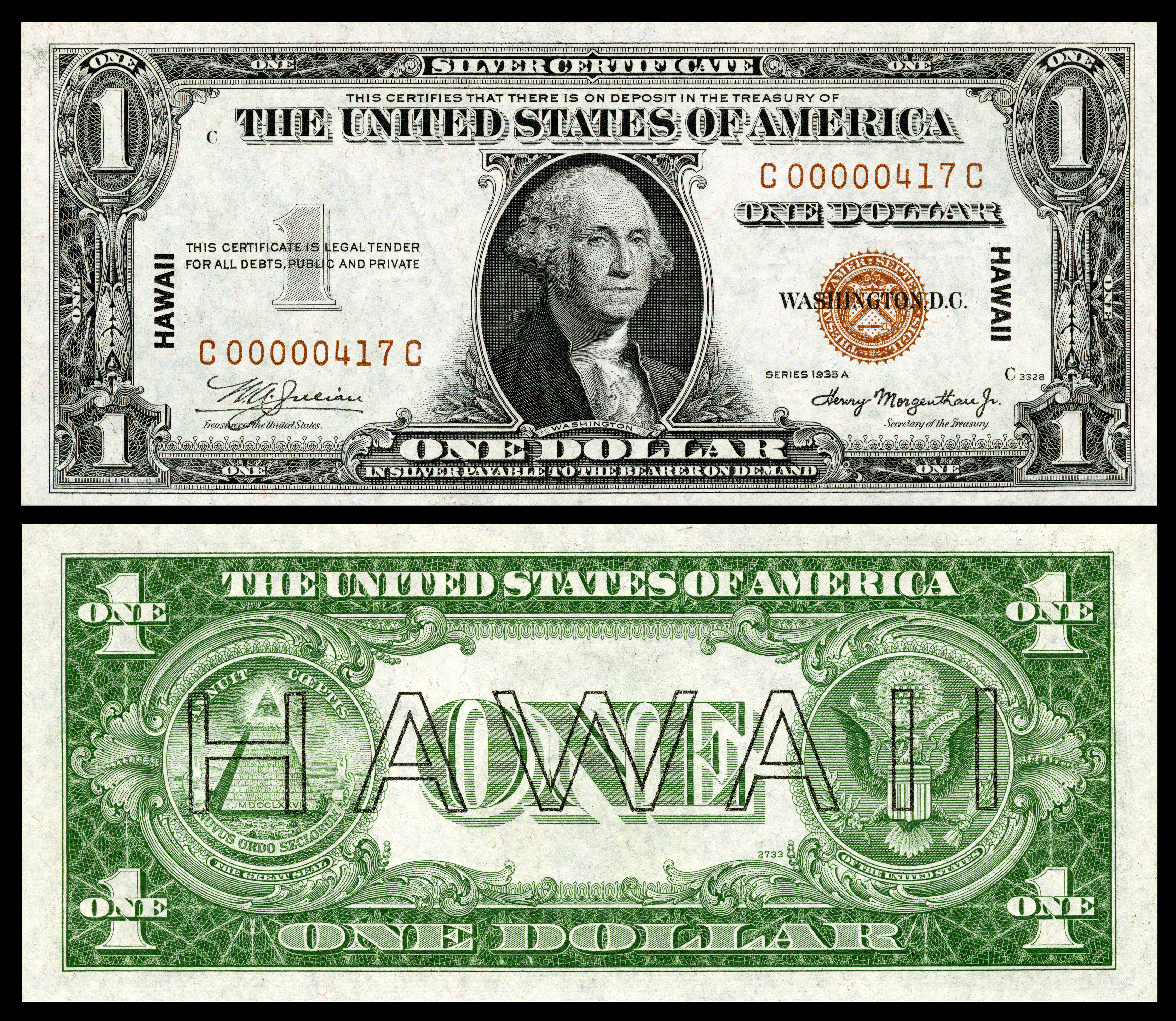
1942年のハワイ緊急加刷紙幣
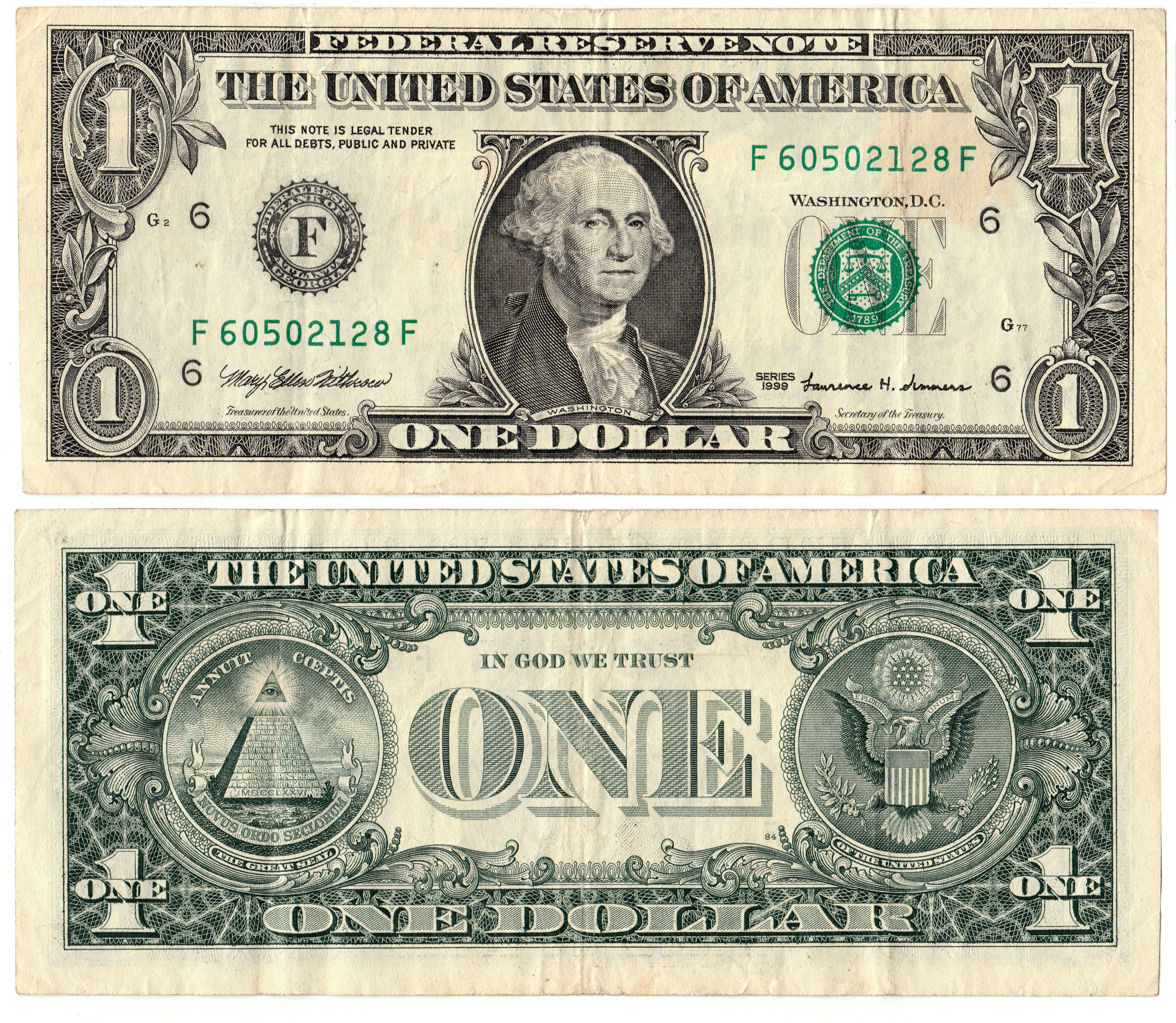
1963年以降の1ドル紙幣
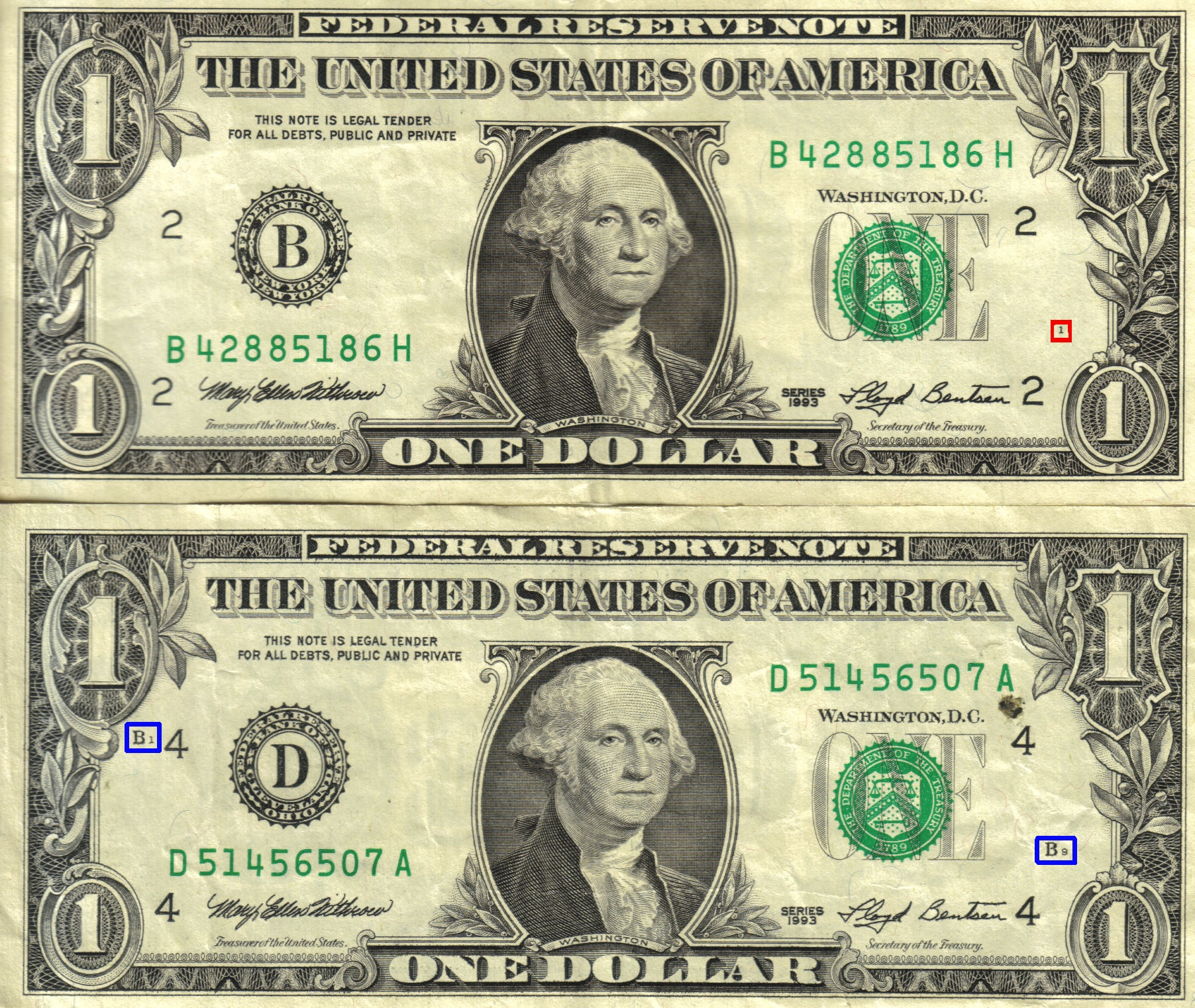
1993年の「ウェブ・ノート」（画像上）。右下の空白にある原板番号の表記が通常（画像下）と異なる。

## 将来に関する議論

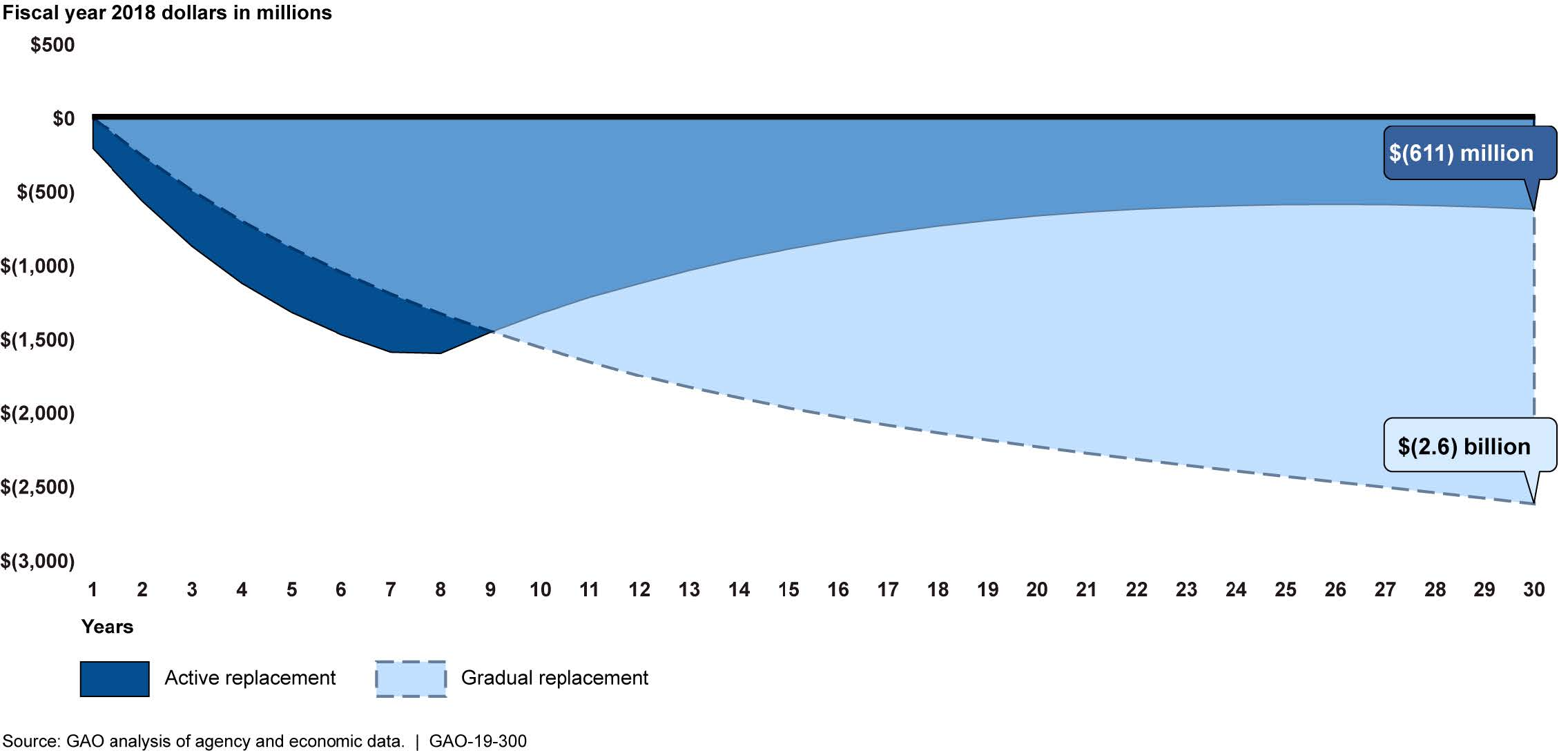
米国会計検査院（GAO）が算出した1ドルの紙幣から硬貨への置き換えによる30年間のコストのグラフ

他の先進国の通貨（ユーロ、英ポンド、豪ドル、スイス・フラン、円など）では1ドルに相当する額面は全て硬貨のみの形で流通しており、アメリカでも1ドル紙幣を廃止して1ドル硬貨に置き換えることへの議論がなされてきた。2000年から一般流通を目的とした1ドル硬貨「サカガウィア・ダラー」や「大統領1ドル硬貨」が発行されているが、1ドル紙幣がその後も製造され続けている関係で流通量は極めて低い水準に留まり、2012年からは記念硬貨として細々と製造されるのみとなっている。
2012年11月29日、下院の小委員会で1ドル紙幣の置き換えについて議論した。賛成派は1ドルを耐用年数の長い硬貨に置き換えることによって30年間で約44〜55億ドルを節約できると見積もっているが、メディアの世論調査などでは1ドル紙幣への愛着などから反対の声が根強く、議論はいまだに平行線を辿っている状況にある。